# Umčani (Vrgorac)
Umčani falu Horvátországban, Split-Dalmácia megyében. Közigazgatásilag Vrgorachoz tartozik.

## Fekvése
Makarskától légvonalban 32, közúton 44 km-re délkeletre, községközpontjától 6 km-re délre Közép-Dalmáciában fekszik.

## Története
Területe a régészeti leletek tanúsága szerint már az ókorban is lakott volt. A térség első ismert népe az illírek egyik törzse a dalmátok voltak, akik a magaslatokon épített, jól védhető erődített településeikben laktak. Az ő emlékeik a határában található ókori halomsírok maradványai. A rómaiak hosszú ideig tartó harcok után csak az 1. században hódították meg ezt a vidéket. Az illírek elleni 9-ben aratott végső győzelem után békésebb idők következtek, de a római kultúra csak érintőleges hatással volt erre a térségre. A horvát törzsek a 7. század végén és a 8. század elején telepedtek le itt, ezután területe a neretvánok kenézségének Paganiának a részét képezte. A település a középkorban is lakott volt, erről tanúskodnak az itt található 14. és 15. századi sírkövek. A török a 15. század második felében szállta meg ezt a vidéket, mely 1690 körül szabadult fel végleg a több mint kétszáz éves uralma alól. A török uralom idején a hívek lelki szolgálatát a zaostrogi ferences atyák látták el.  A török uralom után a település a Velencei Köztársaság része lett. A kandiai háború idején a térség falvai elpusztultak. A település török uralom végével a 17. század végén 1690 körül a környező településekkel együtt népesült be. A betelepülők ferences szerzetesek vezetésével főként a szomszédos Hercegovinából érkeztek. A lakosság főként földműveléssel és állattartással foglalkozott, de a határhoz közeli fekvésénél fogva eleinte még gyakran kellett részt vennie a velencei-török összecsapásokban. Lakossága kezdetben a vrgoraci plébániához tartozott. 1734-ben Stjepan Blašković püspök megalapította a dusinai plébániát, melyhez Umčanit is hozzácsatolták. A velencei uralomnak 1797-ben vége szakadt és osztrák csapatok vonultak be Dalmáciába. 1806-ban az osztrákokat legyőző franciák uralma alá került, de Napóleon lipcsei veresége után 1813-ban újra az osztrákoké lett. 1857-ben 128, 1910-ben 227 lakosa volt. 1918-ban az új Szerb-Horvát-Szlovén Állam, majd később Jugoszlávia része lett. Röviddel a Független Horvát Állam megalakulása után 1941. április 17-én olasz csapatok vonultak be a vrgoraci területre. 1942. június 15-én rövid időre elfoglalták a partizánok, majd visszavonultak a Biokovo-hegységbe. Az olasz csapatok védelmét élvező csetnikek még ez évben a község több településén gyújtottak fel házakat és végeztek ki embereket, főleg nőket, gyermekeket és öregeket. Vina embervesztesége 12 fő volt. Olaszország kapitulációja után 1943-ban német csapatok szállták meg a vidéket. 1944. október 24-én a németek kivonultak és két nappal később Vrgorac környéke felszabadult. A település a háború után a szocialista Jugoszláviához került. 1991 óta a független Horvátországhoz tartozik. 2011-ben 227 lakosa volt.

## Lakosság
| Lakosság változása | Lakosság változása | Lakosság változása | Lakosság változása | Lakosság változása | Lakosság változása | Lakosság változása | Lakosság változása | Lakosság változása | Lakosság változása | Lakosság változása | Lakosság változása | Lakosság változása | Lakosság változása | Lakosság változása | Lakosság változása |
| ------------------ | ------------------ | ------------------ | ------------------ | ------------------ | ------------------ | ------------------ | ------------------ | ------------------ | ------------------ | ------------------ | ------------------ | ------------------ | ------------------ | ------------------ | ------------------ |
| 1857               | 1869               | 1880               | 1890               | 1900               | 1910               | 1921               | 1931               | 1948               | 1953               | 1961               | 1971               | 1981               | 1991               | 2001               | 2011               |
| 128                | 0                  | 133                | 174                | 196                | 227                | 244                | 279                | 257                | 289                | 294                | 297                | 269                | 242                | 240                | 227                |

(1869-ben lakosságát Dusinához számították.)

## Nevezetességei
- Páduai Szent Antal tiszteletére szentelt temploma valószínűleg a 18. század első felében épült. Miután Jezero az év nagy részében víz alatt volt a falu népe nem tudta a Szent Péterv plébániatemplomot megközelíteni és halottait oda eltemetni. Ekkor határozták el ennek a templomnak a felépítését és körülötte temető létesítését. A templomot 1910-ben bővítették és felújították. Két oltára van. Hosszúsága 8, szélessége 6 méter.
- A Szent Mihály templom szintén a 18. században épült.